# 97 ق هـ
97 ق هـ هي السنة السابعة والتسعون السابقة للهجرة النبوية، وهي توافق ما بين سنتي 527 و528 حسب التقويم الميلادي، أي أنها بدأت في سنة 527م وانتهت في سنة 528م.